# Bena, Minnesota
Bena, Minnesota (енгл. Bena) град је у америчкој савезној држави Минесота.

## Демографија
По попису из 2010. године број становника је 116, што је 6 (5,5%) становника више него 2000. године.
| Група             | 2000.      | 2010.      |
| Белци             | 27 (24,5%) | 22 (19,0%) |
| Афроамериканци    | 0 (0,0%)   | 0 (0,0%)   |
| Азијати           | 0 (0,0%)   | 0 (0,0%)   |
| Хиспаноамериканци | 0 (0,0%)   | 1 (0,9%)   |
| Укупно            | 110        | 116        |